# Ach (ägyptische Mythologie)
Der Ach (Plural Achu; von altägypt. ach, zu dt. etwa „leuchten“ oder „glänzen“, gemeinhin mit „Geist“, „Ahnengeist“ und „Geistseele“ übersetzt) bezeichnet ein Wesen aus der ägyptischen Mythologie, das mit den Jenseitsvorstellungen und dem Totenglauben der Alten Ägypter verknüpft ist. Während seine mythologischen Gegenstücke, das Ba und das Ka, nach ägyptischem Glauben den Menschen bewohnen und dessen Körper nach dem Tode verlassen, entsteht der Ach erst nach deren Verschmelzung und steigt in den Himmel auf.

## Mythologie
Begrifflichkeit
Nach dem ägyptischen Totenglauben bewohnen Ba und Ka den menschlichen Körper. Gemeinsam mit dem Ach werden alle drei Wesen als „Seelenwesen“ verstanden, die ihre Macht erst entfalten, nachdem der Träger gestorben ist. Während Ba als eigentliche Seele angesehen wird und nach Verlassen des Körpers immer wieder zu diesem zurückkehrt, ist Ka die schützende Lebenskraft, die auch in Statuen und Wandbildern weiterexistieren kann, sofern das Bildnis in unmittelbarer Nähe zum Toten aufgestellt wird und dem Ka regelmäßig Opfer dargebracht werden. Ein Ach hingegen wird einem Menschen nicht mit der Geburt mitgegeben, sondern entsteht erst nach dem Tod mit Vereinigung von Ba und Ka unter bestimmten Bedingungen. Ein Ach ist selbst weder gut noch böse, doch sein Werden hängt von Gutartigkeit oder Bösartigkeit eines Verstorbenen zu dessen Lebzeiten ab.
Das Werden zu einem Ach
Im Alten Ägypten gehörte es zu den höchsten Bestrebungen des Menschen, nach dem Tod zu einem „reinen Ach“ zu werden. Dieses Bedürfnis gründete auf der Hoffnung, im Jenseits eine Art von Auferstehung zu erfahren und in unsterblicher, vergöttlichter Form weiter zu existieren. Um ein Ach werden zu können, musste der Tote würdevoll bestattet und in einem Begräbnisritual verklärt und spirituell gereinigt werden. Erst wenn sich Ba und Ka im Körper des Verstorbenen wieder vereinten, konnte der Mensch im Jenseits zum Ach werden. Die Pyramidentexte der 6. Dynastie erklären das Ach-Werden als Scheidung vom Körper auf Erden: „Der Ach gehört in den Himmel, der Leichnam in die Erde!“
Weiterexistenz als Ach
War die rituelle Verklärung erfolgreich, steigt der Ach des Verstorbenen in den Himmel auf, um dort zu einem strahlenden Stern zu werden. In Gestalt des neuen Sterns reiht sich der Verstorbene nun in das Gefolge des nächtlichen Sonnengottes ein, oder in das Gefolge von Osiris und dessen Opfergefilde. Die Alten Ägypter waren überzeugt, dass ein Ach Einfluss auf das Diesseits nehmen könne und hier Macht entfalten kann. Aus diesem Grunde wurde dem Ach beim Totenkult gehuldigt und durch Gebete und Opfergaben versucht, ihn günstig und milde zu stimmen. Oft wurde ein Ach angerufen, um Schutz vor Verwünschungen und dessen Beistand vor Gericht zu erbitten. Etwa ab dem Neuen Reich wurde er als eine Art Gespenst verstanden.

## Darstellungsformen

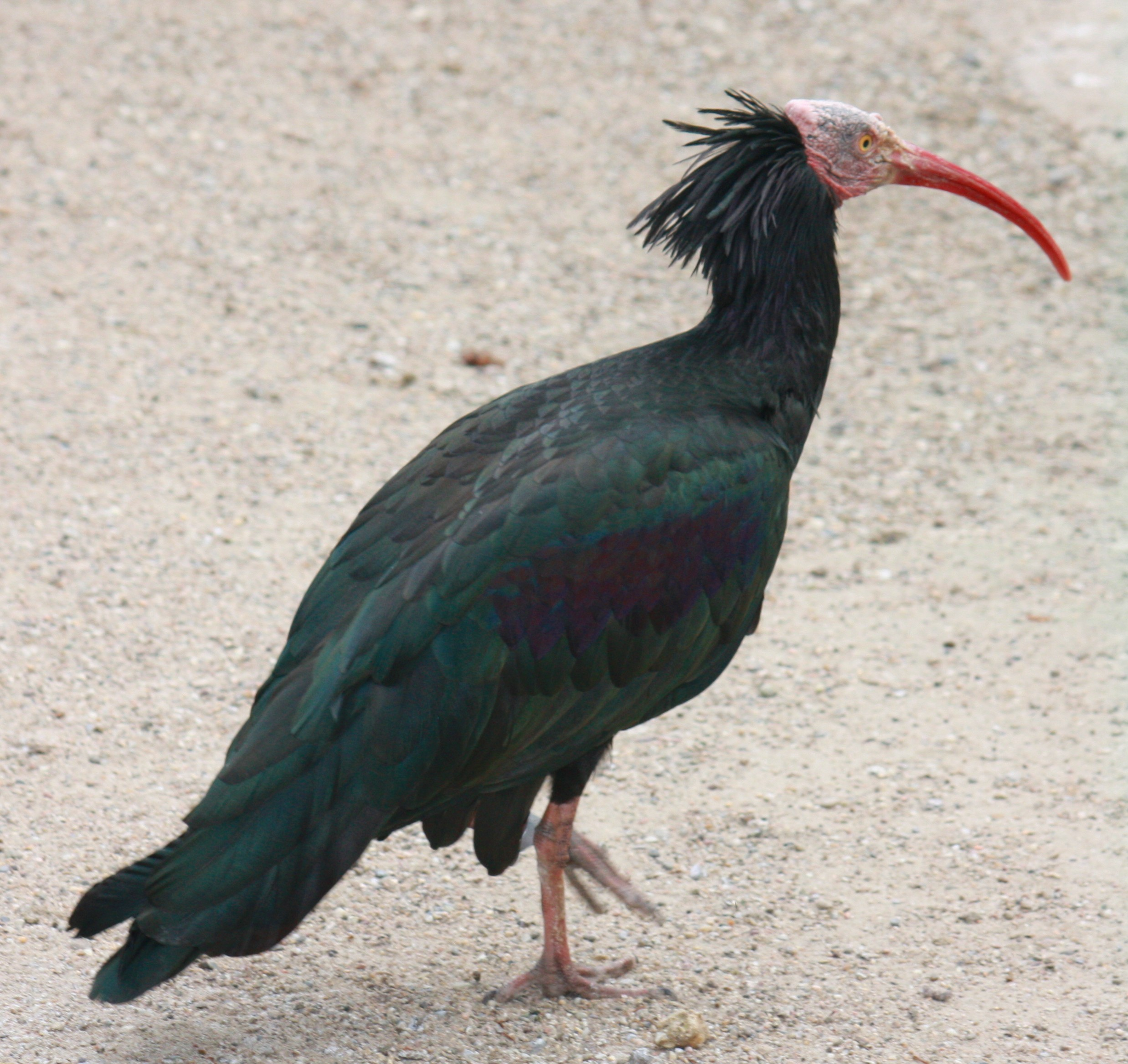
Vorbild im Alten Ägypten: Der Schopfibis

Der Ach wird seit der ausgehenden Prädynastik als schreitender Vogel mit auffälligem Schopf dargestellt. Gestaltungsvorbild war der Waldrapp (Geronticus eremita), der in früher Zeit in Ägypten häufig war. Diese Vogelart zeichnet sich durch metallisch glänzendes Gefieder und einen markanten Schopf aus. Das Schimmern des Gefieders inspirierte die Alten Ägypter dazu, dieses mit dem Glanz der Sterne zu vergleichen und daraus die letztliche mythologische Bedeutung abzuleiten. Ab dem Alten Reich wurde die Vogeldarstellung von dem Hieroglyphenzeichen Aa1 (menschliche Plazenta; Lautwert „ch“, wie in „fauchen“) begleitet.

## Der Ach in Götter- und Personennamen sowie in Beamtentiteln
Der Ach-Vogel erscheint seit der Prädynastik regelmäßig in Götter- und Personennamen sowie in wichtigen Titeln von Beamten. Unter König Hetepsechemui (Begründer der 2. Dynastie) tritt erstmals eine Gottheit namens Netjer-Achti in Erscheinung. Ein hochrangiger Beamter der ausgehenden 3. Dynastie hieß Achtiaa. Ein wichtiger Funktionstitel, der seit der frühen 1. Dynastie in Gebrauch war, ist der des Sechenu-ach.

## Der Ach in nach-pharaonischer Zeit
Ab der christlichen Epoche wandelte sich das positive Bild vom Ach. In der koptischen Religion wurde er zum „unreinen Dämon“, der Unschuldige befällt und von ihnen Besitz ergreift.